# Потік (Тернопільський район)
По́тік — село в Україні, у Козівській селищній громаді Тернопільського району Тернопільської області. Розташоване на річці Ценівка, на заході району. До 2020 -  адміністративний центр колишньої Потіцької сільради, якій було підпорядковане Сеньків. 
Населення — 493 особи (2007).

## Історія
Село згадується 29 січня 1449 р.
Перша писемна згадка — 1626. Тоді ж внаслідок нападу татар село було повністю зруйноване.
У міжвоєнний період діяли товариства «Просвіта», «Сокіл», «Луг» та інші. На 01.01.1939 в селі проживало 1210 мешканців, з них 1050 українців-грекокатоликів, 145 українців-латинників, 5 поляків, 10 євреїв. Село належало до ґміни Конюхи Бережанського повіту Тернопільського воєводства Польської республіки.
Перша назва села була Сеньків: перші жителі жили біля річки Потічка. Згодом поселення розширювалось: людей, які жили біля криниці, назвали надкирничними. Опісля населення села зросло до 250 чоловік; в селі почали відкриватися колгоспи, дробілка, виготовляли вапно, був відкритий побут. Зараз у селі залишилось мало пам'яток, проте в центрі села находиться клуб, у якому часто відбуваються різні вистави.
12 червня 2020 року, відповідно до розпорядження Кабінету Міністрів України № 724-р «Про визначення адміністративних центрів та затвердження територій територіальних громад Тернопільської області» увійшло до складу Козівської селищної громади.
19 липня 2020 року, в результаті адміністративно-територіальної реформи та ліквідації Козівського району, село увійшло до складу Тернопільського району.

## Населення
За даними перепису населення 2001 року мовний склад населення села був таким:
| Мова       | Число осіб | Відсоток |
| ---------- | ---------- | -------- |
| українська |            | 99,83    |
| російська  |            | 0,17     |

Місцева говірка належить до наддністрянського говору південно-західного наріччя української мови.

## Народились
- Олексій Безкоровайний (1919 — 1.10.1947, Гриньків) «Булевар» — окружний провідник Закарпатського округу ОУН («Срібна»)[7][8].
- Михайло Віятик (нар. 1968) — заслужений діяч мистецтв України.

## Пам'ятки
Є церкви Священномученика Йосафата (1938, УГКЦ) та Святої Тройці (1998, ПЦУ), обидві — кам'яні).
Насипано символічну могилу Борцям за волю України (1992), встановлено пам'ятний хрест на честь проголошення Незалежності України (1992).
У селі також є криниця, яка напуває жителів водою; на території села працює млин, а також існував колгоспний сад, який після розпаду колгоспу став надбанням жителів села.

## Соціальна сфера
Працюють дитячий садок,, ФАП мазазин на верхні переї.

## Галерея

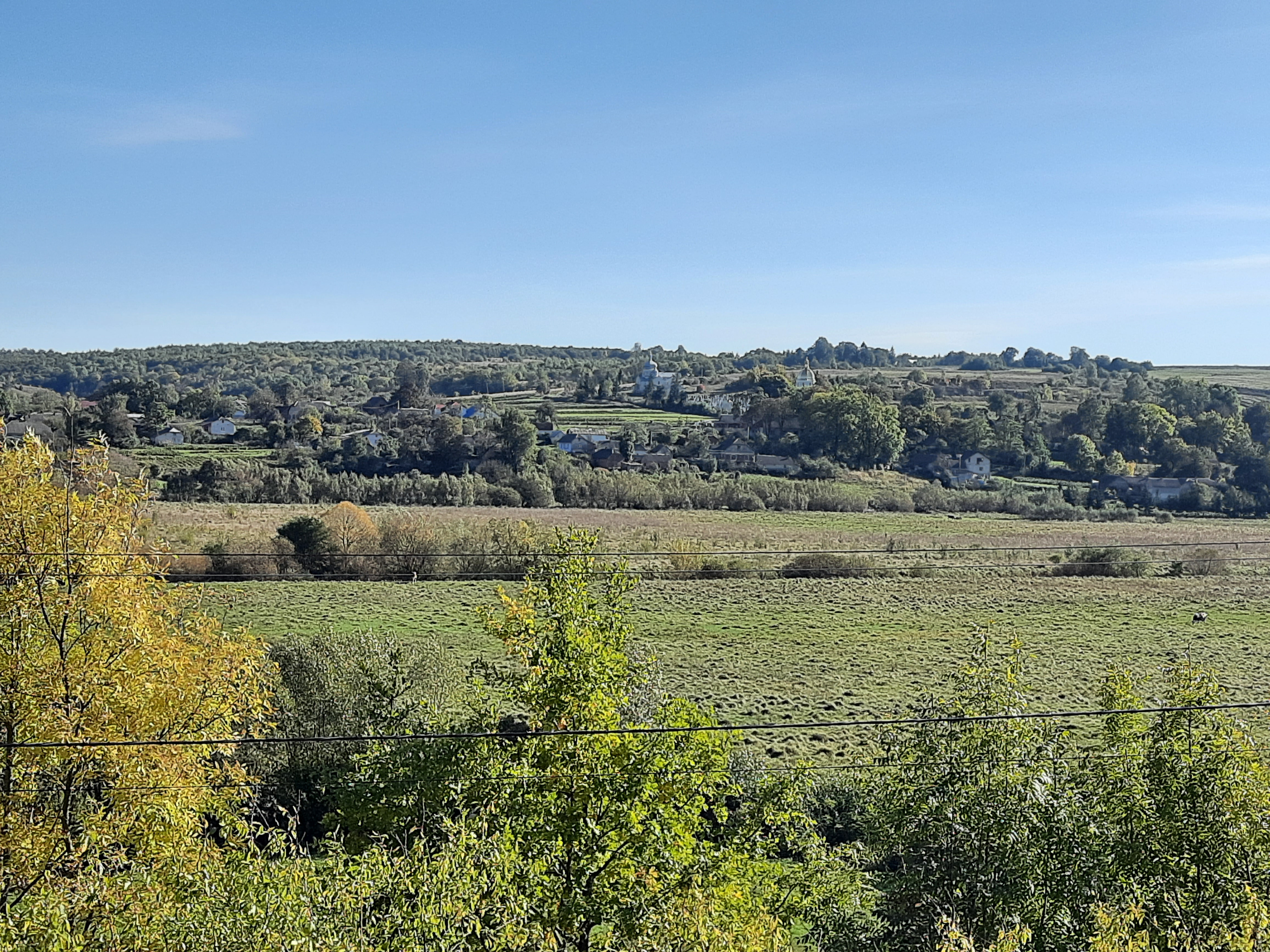
Вигляд на село
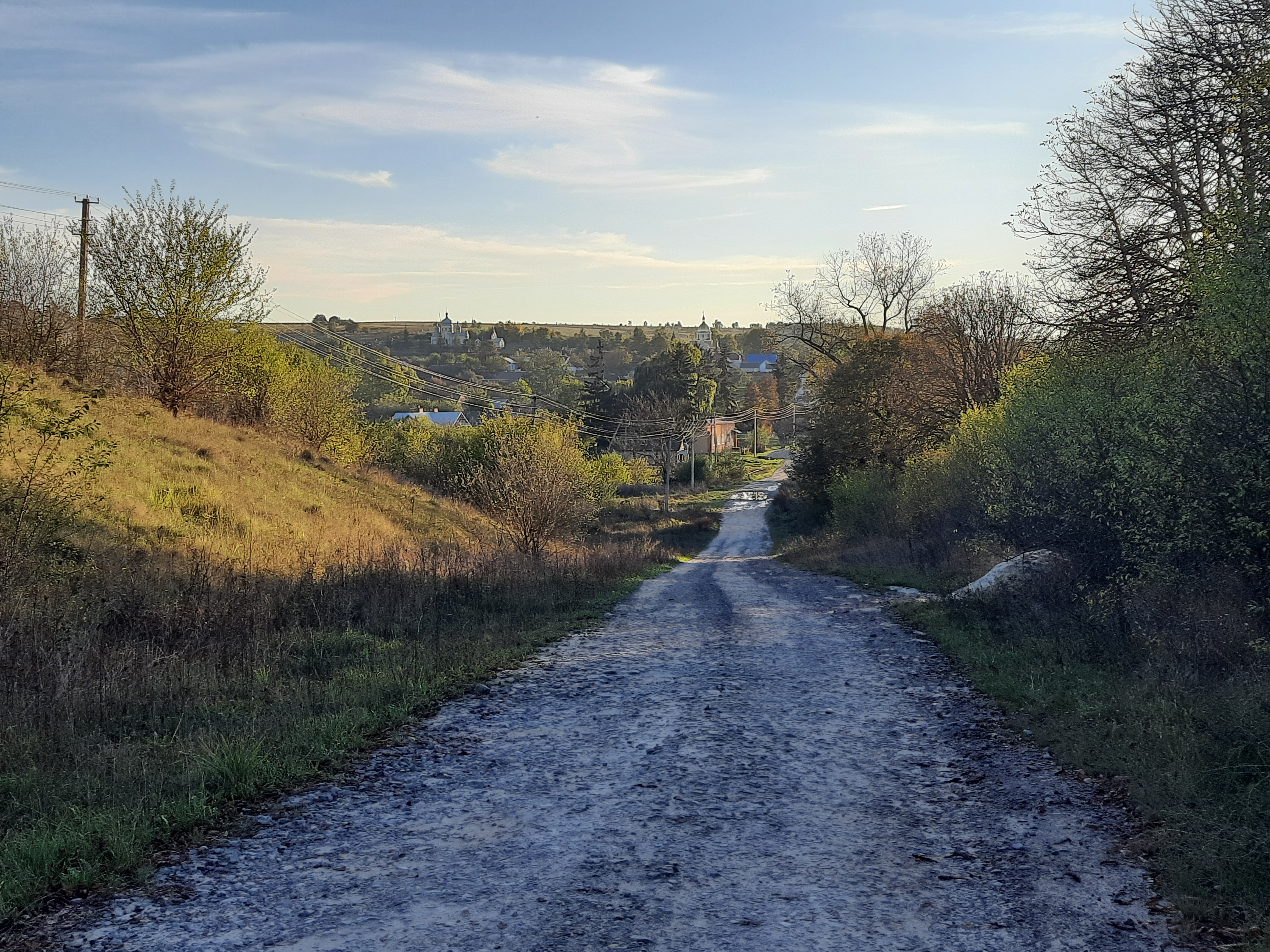
Дорога в село
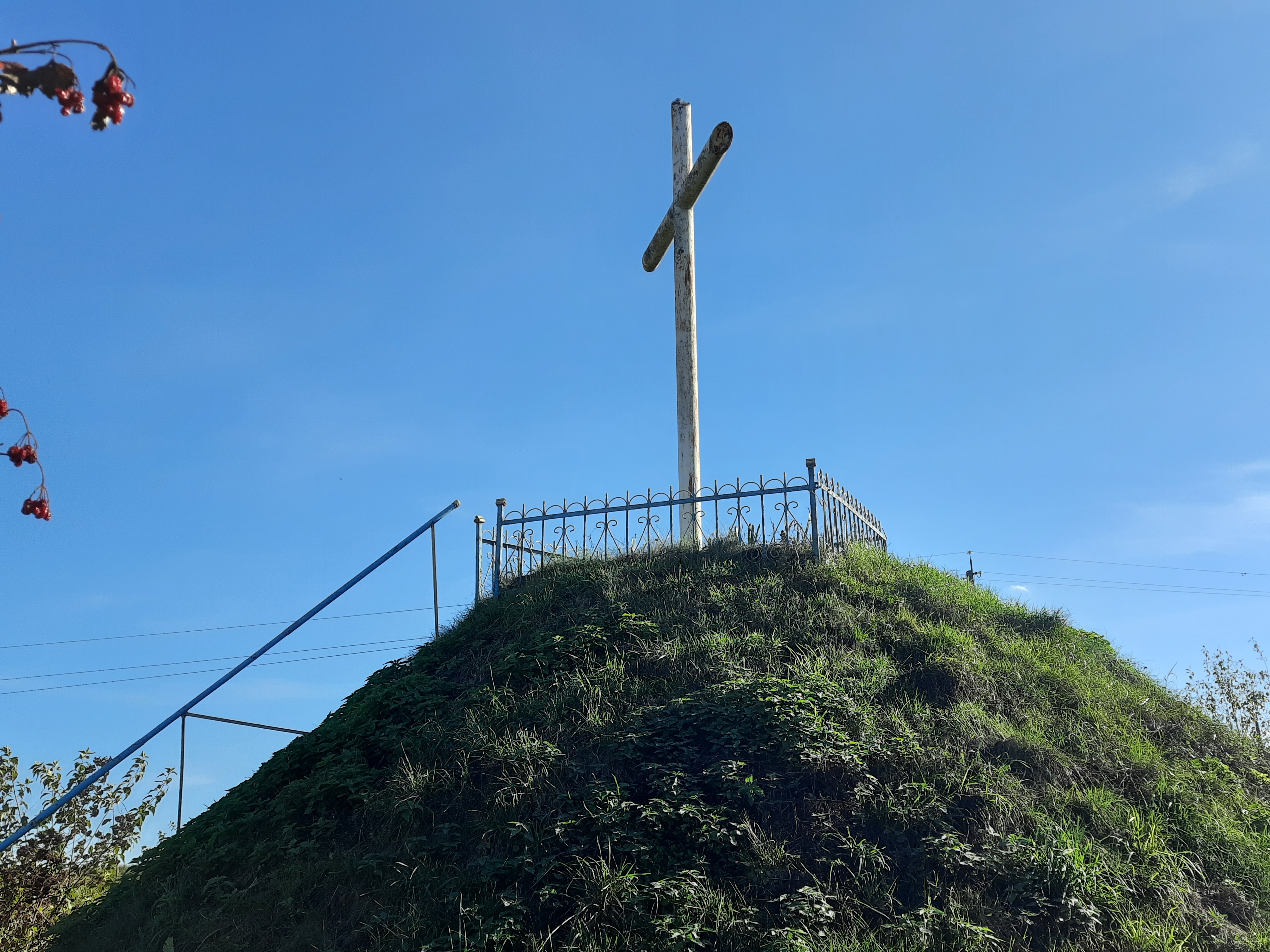
Символічна могила Борцям за волю України
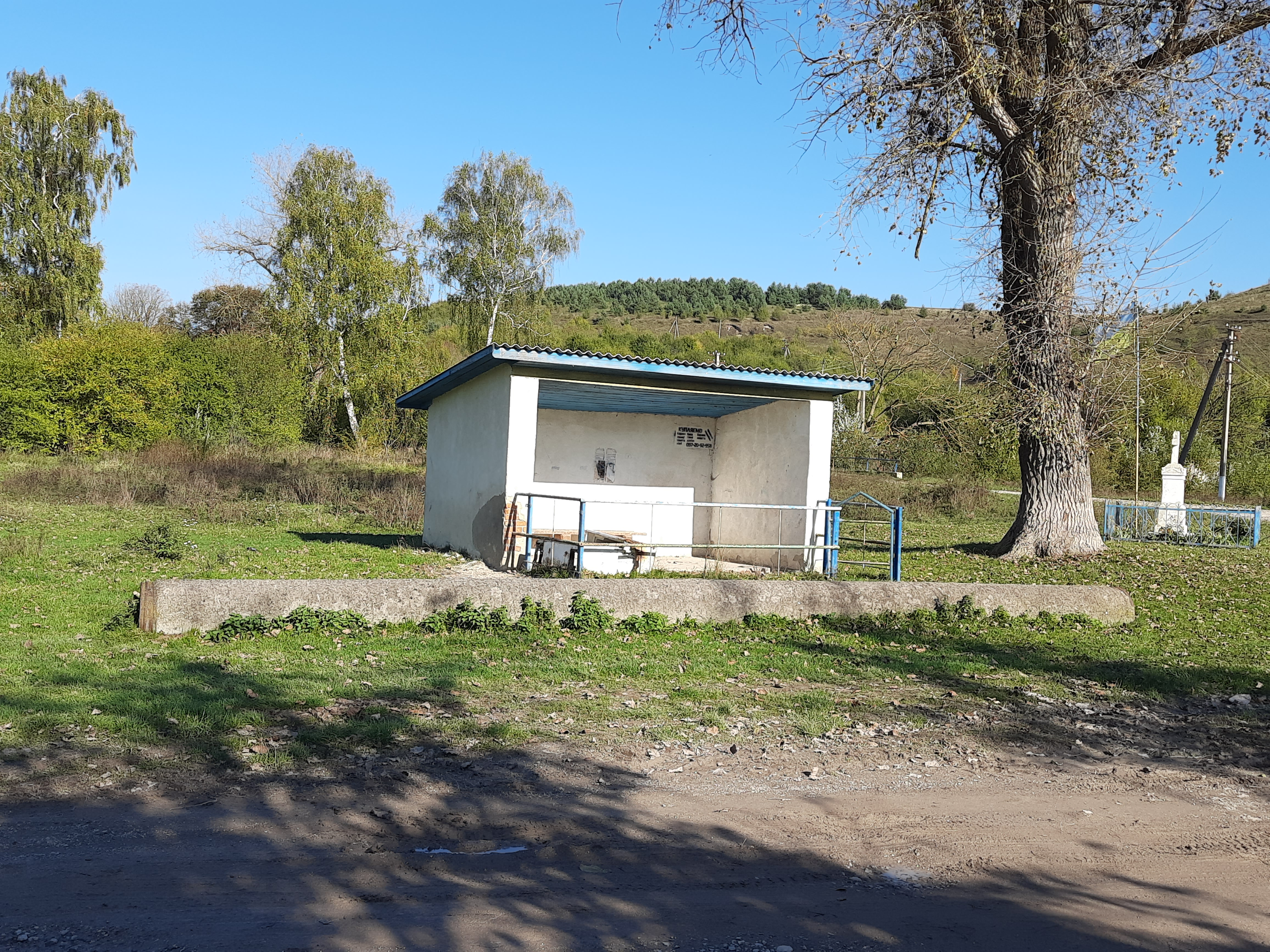
Автобусна зупинка
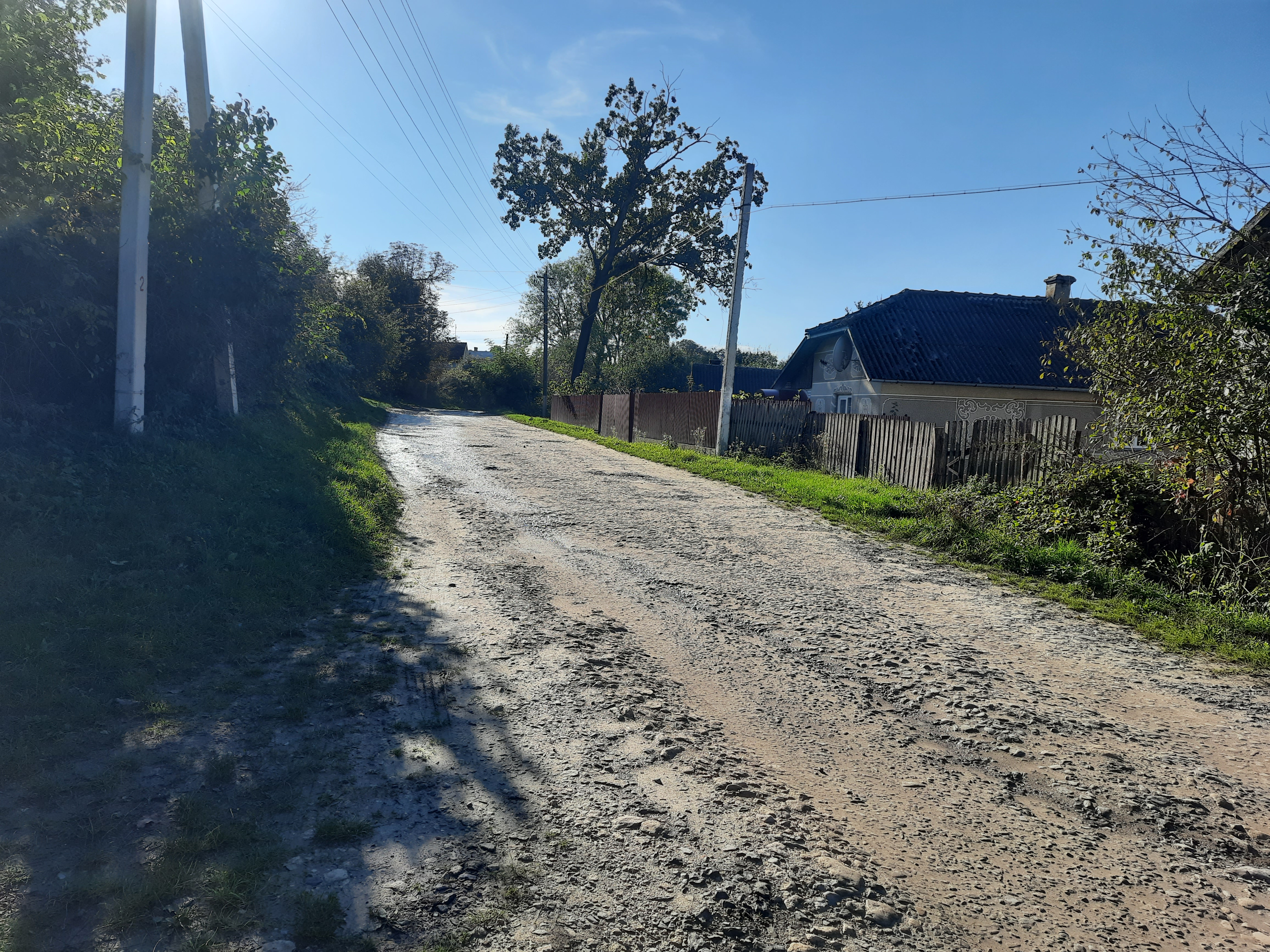
Сільська вулиця